# 敦煌書局
敦煌書局（英語：Caves Books）是一間專門出版及銷售外文教科書的書局，成立於1952年。此外，敦煌書局在1952年於臺北市中山北路二段99號成立，1984年總部搬至臺北市中山北路二段103號「敦煌大廈」，1997年於臺北市內湖區興建獨棟總部「敦煌大樓」，2000年敦煌大樓落成啟用。於某些大專院校有設點，便於購買指定教科書。並且不定期於各高國中舉辦巡迴書展。

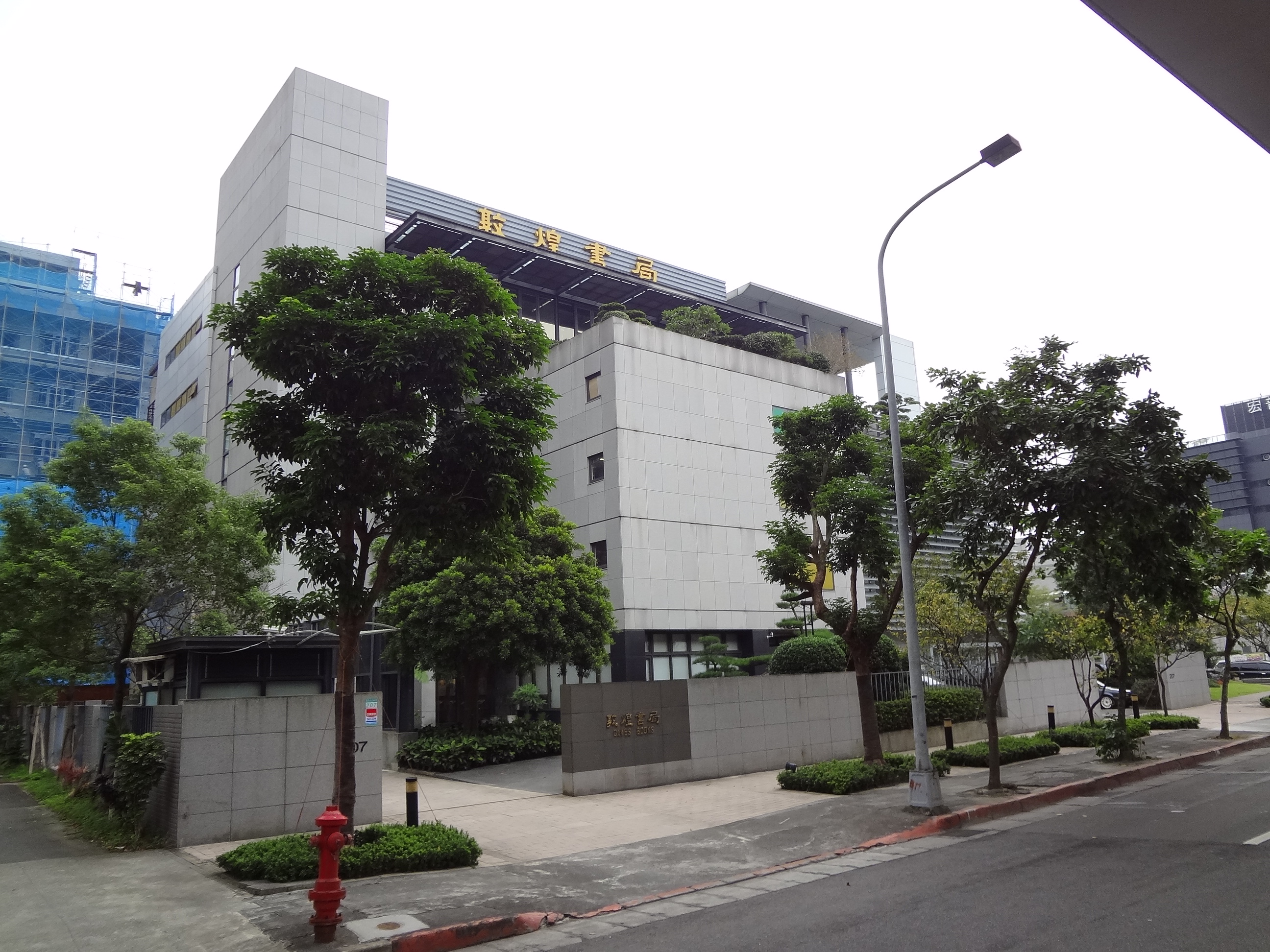
敦煌大樓，為敦煌書局總部現址

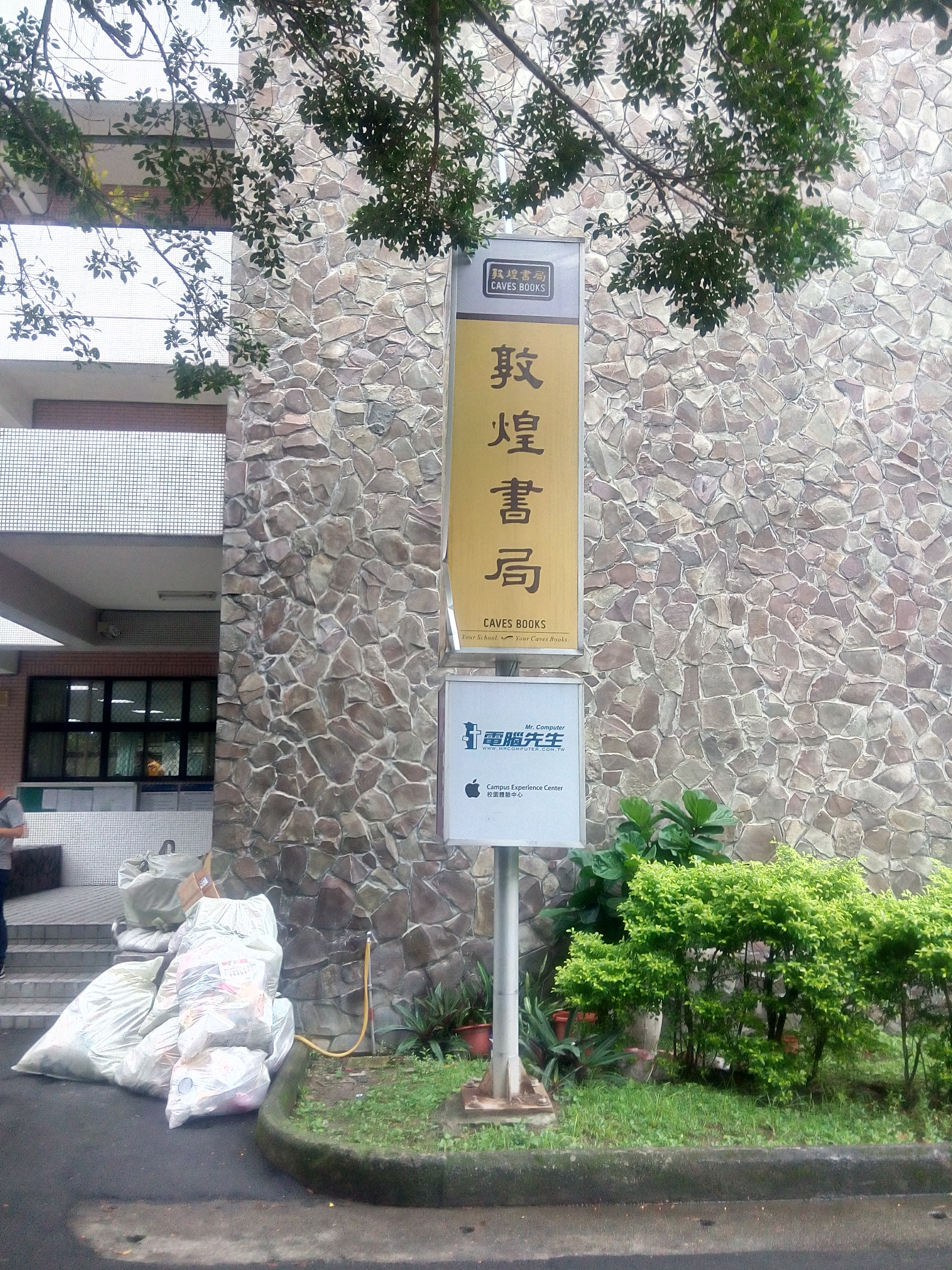
敦煌書局招牌

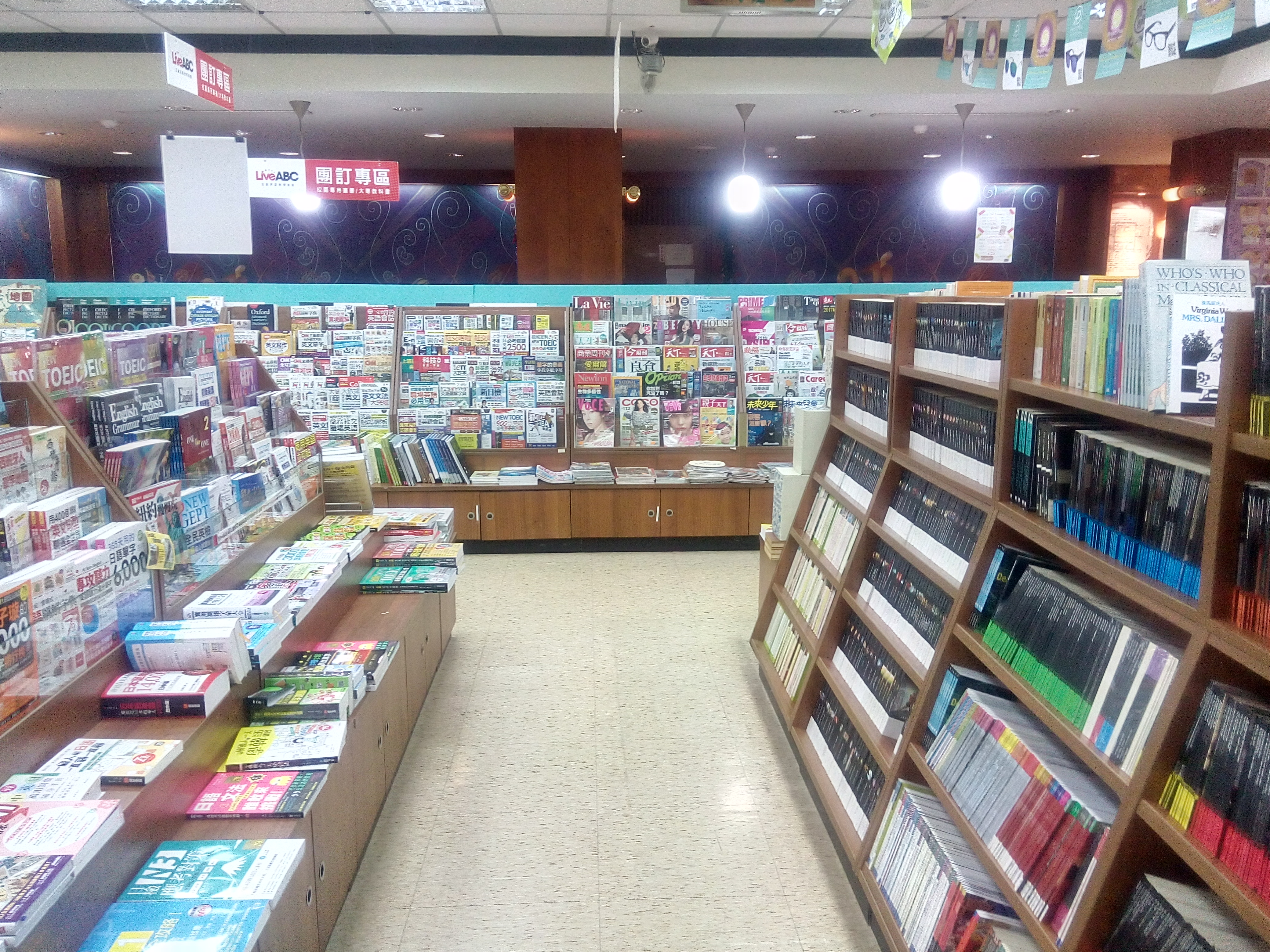
一間敦煌書局內的擺設

## 分店
| 縣市   | 地點   | 名稱   |
| 台北市 | 內湖區 | 內湖店 |
| 台北市 | 士林區 | 天母店 |
| 台北市 | 中山區 | 中山店 |
| 新北市 | 新莊區 | 輔大店 |
| 桃園市 | 龜山區 | 廣達店 |
| 桃園市 | 中壢區 | 中央店 |
| 新竹市 | 香山區 | 中華店 |
| 新竹縣 | 竹北市 | 竹北店 |
| 台中市 | 西區   | 中港店 |
| 台中市 | 南區   | 中興店 |
| 台中市 | 沙鹿區 | 靜宜店 |
| 台中市 | 霧峰區 | 亞大店 |
| 台南市 | 中西區 | 台南店 |
| 高雄市 | 鹽埕區 | 高雄店 |
| 高雄市 | 三民區 | 文藻店 |

## 系列書籍
英文文法系列（基礎），（進階），（中高級），（高級）作者：Azar, Betty Schrampfer 出版：敦煌

## 活動
協助團購訂教科書抽大獎

## 合作夥伴
- 牛津大學出版社
- 哈克公司
- 麥克米倫教育出版公司
- McGraw-Hill
- Pearson Education
- Ladybird Books Ltd。
- Cengage出版集團

## 外部連結
- 敦煌書局 （页面存档备份，存于）
- 敦煌書局的Facebook專頁